# جوسيف ميفسود
جوسيف ميفسود (بالإنجليزية: Josef Mifsud)‏ هو لاعب كرة قدم مالطي في مركز الدفاع، ولد في 7 سبتمبر 1984 في سليمة في مالطا. شارك مع منتخب مالطا تحت 21 سنة لكرة القدم ومنتخب مالطا لكرة القدم. أما مع النوادي، فقد لعب مع سلايما واندريرز ونادي تاركسيين راينباوز ونادي فاليتا.

## وصلات خارجية
- جوسيف ميفسود على موقع قاعدة بيانات كرة القدم.إي يو (الإنجليزية)
- جوسيف ميفسود على موقع ناشيونال فوتبول تيمز (الإنجليزية)
- جوسيف ميفسود على موقع Soccerway.com (الإنجليزية)